# Donje Dubrave
 Donje Dubrave  falu Horvátországban, Károlyváros megyében. Közigazgatásilag Ogulinhoz tartozik. Településrészei Gornji Zatezali, Vucelići, Kukići, Mikašinovići, Rebići, Požari, Donje Dubrave, Papići, Janjani, Mirići, Kršići, Jakovići, Mrkići, Dimići, Gnjatići, Purdeki és Donji Zatezali.

## Fekvése
Károlyvárostól 25 km-re délnyugatra, községközpontjától 12 km-re északkeletre, a Mrežnica bal partján fekszik. A szomszédos Gornje Dubravétól a Globornica patak választja el. Erre vezet a Károlyvárost Zenggel összekötő régi Jozefina út és itt halad át a Zágráb-Fiume vasútvonal is.

## Története
A boszniai török hódoltságból menekült szerbek által a 17. és 18. században települt falu. Első csoportjuk 1641-ben érkezett, majd 1658-ban Vuk Mandić az Usora mellékéről újabb telepeseket hozott ide. 1672-ig a Frangepánok jobbágyai voltak, majd Herberstein gróf közbenjárására a korábban már az uszkókoknak is adott szabadságjogokat kaptak, ennek fejében a férfiaknak katonai szolgálatot kellett ellátni. 
A falunak 1880-ban 812, 1910-ben 858 lakosa volt. Trianonig Modrus-Fiume vármegye Ogulini járásához tartozott. Alapiskolájába nemrég még öt tanuló járt, mára be kellett zárni. A néhány gyermek Ogulinba és Generalski Stolba jár iskolába. 2011-ben a falunak 195 lakosa volt.

## Lakosság
| Lakosság változása | Lakosság változása | Lakosság változása | Lakosság változása | Lakosság változása | Lakosság változása | Lakosság változása | Lakosság változása | Lakosság változása | Lakosság változása | Lakosság változása | Lakosság változása | Lakosság változása | Lakosság változása | Lakosság változása | Lakosság változása |
| ------------------ | ------------------ | ------------------ | ------------------ | ------------------ | ------------------ | ------------------ | ------------------ | ------------------ | ------------------ | ------------------ | ------------------ | ------------------ | ------------------ | ------------------ | ------------------ |
| 1857               | 1869               | 1880               | 1890               | 1900               | 1910               | 1921               | 1931               | 1948               | 1953               | 1961               | 1971               | 1981               | 1991               | 2001               | 2011               |
| 0                  | 0                  | 812                | 878                | 846                | 858                | 859                | 900                | 641                | 632                | 550                | 498                | 418                | 342                | 249                | 195                |

## Nevezetességei
Nyugati határában a Tuk nevű területen található a Vrelić barlang. A barlang 2003-ban intenzív hidrológiai és barlangászati vizsgálat helyszíne volt, ugyanis bejáratától száz méterre délkeletre erős olajszagot éreztek. Mivel a szennyezés a terület vízellátását fenyegette meg kellett határozni a szennyezés eredetét. A vizsgálat végül arra az eredményre jutott, hogy annak legvalószínűbb oka egy 1970-es vasúti baleset, mely során egy olajjal teli tartálykocsi csúszott le a sínekről egy közeli völgybe, ahol teljes tartalma a földbe szivárgott. Az olajat a barlangi patak a forrásán keresztül hozta újra a felszínre.